# Andreas Reichhardt

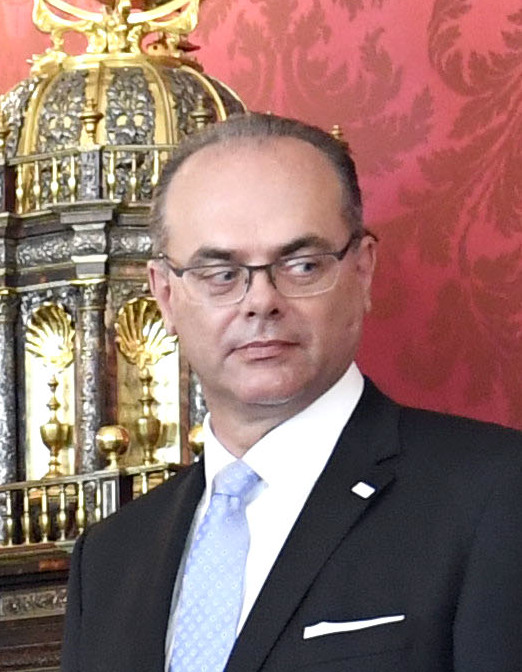
Andreas Reichhardt (2019)

Andreas Reichhardt (* 23. Oktober 1968 in Wien) ist ein österreichischer Beamter. Vom 3. Juni 2019 bis zum 7. Jänner 2020 war er Bundesminister für Verkehr, Innovation und Technologie der Bundesregierung Bierlein.

## Leben

### Ausbildung und Beruf
Andreas Reichhardt besuchte nach der Volksschule das Lycée Français de Vienne und das Bundesgymnasium Wien II. Nach der Matura begann er ein Studium der Rechtswissenschaften an der Universität Wien, das er als Magister abschloss.
Seine berufliche Laufbahn begann er bei der Biodroga Cosmetics GesmbH im Bereich  Organisationsmanagement. Danach war er als parlamentarischer Wirtschaftsreferent im Büro von Thomas Prinzhorn tätig. 2003/04 war er unter Minister Hubert Gorbach stellvertretender Kabinettchef und Referent im Bundesministerium für Verkehr, Innovation und Technologie (BMVIT). 2005 übernahm er als Nachfolger von Hermann Weber die Leitung der Sektion III – Innovation und Telekommunikation im Verkehrsministerium. Von 1. Jänner 2018 bis 22. Mai 2019 war er Generalsekretär unter Minister Norbert Hofer.
Von 2018 bis 2019 war er Mitglied des Aufsichtsrates der Autobahnen- und Schnellstraßen-Finanzierungs-Aktiengesellschaft ASFINAG und der ÖBB-Holding AG.
Derzeit (Stand 7. Jänner 2024) ist Andreas Reichhardt Sektionschef im Finanzministerium und für Telekommunikation, Post und Bergbau (Sektion VI) zuständig.

### Politik
Reichhardt ist Alter Herr der Akademische Grenzlandsmannschaft Cimbria Wien an, einer schlagenden und deutschnationalen Korporation des CC und ÖLTC. Außerdem ist er Alter Herr der deutschnationalen Schülerverbindungen Pennale Burschenschaft Ghibellinia Wien und Pennal-conservative Burschenschaft Tauriska zu Baden im ÖPR.
In seiner Jugend nahm er gemeinsam mit Heinz-Christian Strache an rechtsextremen Wehrsportübungen teil. Medien gegenüber rechtfertigte sich Reichhardt folgendermaßen: „Die Fotos sind vor 30 Jahren gemacht worden, das kann ich nicht mehr rückgängig machen. Das, was man dort sieht, ist aus heutiger Sicht für mich nicht nur bedauerlich, sondern auch undenkbar.“
Reichardt war Bezirksrat der Freiheitlichen Partei Österreichs (FPÖ) in Wien-Landstraße. Im Zuge der Regierungsbildung der Bundesregierung Kurz I nach der Nationalratswahl 2017 verhandelte er auf Seite der FPÖ in der Untergruppe für Digitalisierung und Innovation. Vom 3. Juni 2019 bis zum 7. Jänner 2020 war er Bundesminister für Verkehr, Innovation und Technologie der Bundesregierung Bierlein. Nach Angelobung der Bundesregierung Kurz II im Jänner 2020 wurde er wieder Leiter der Sektion III für Innovation und Telekommunikation. In der Bundesregierung Stocker fungiert er als Leiter der Sektion VI – Telekommunikation, Post und Bergbau im Finanzministerium.